# 瀬野機関区

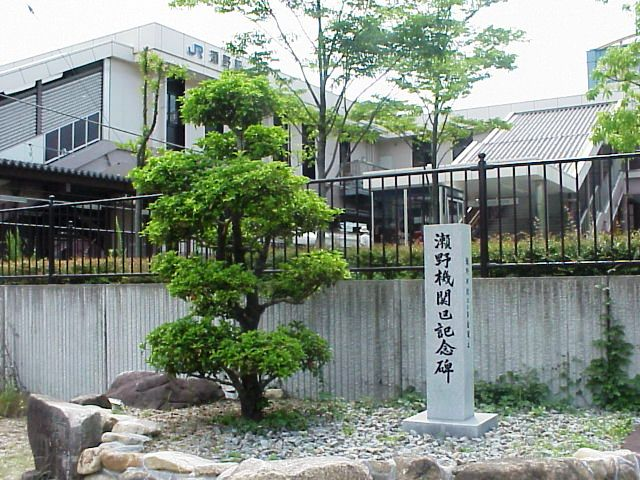
瀬野駅構内にある瀬野機関区の記念碑

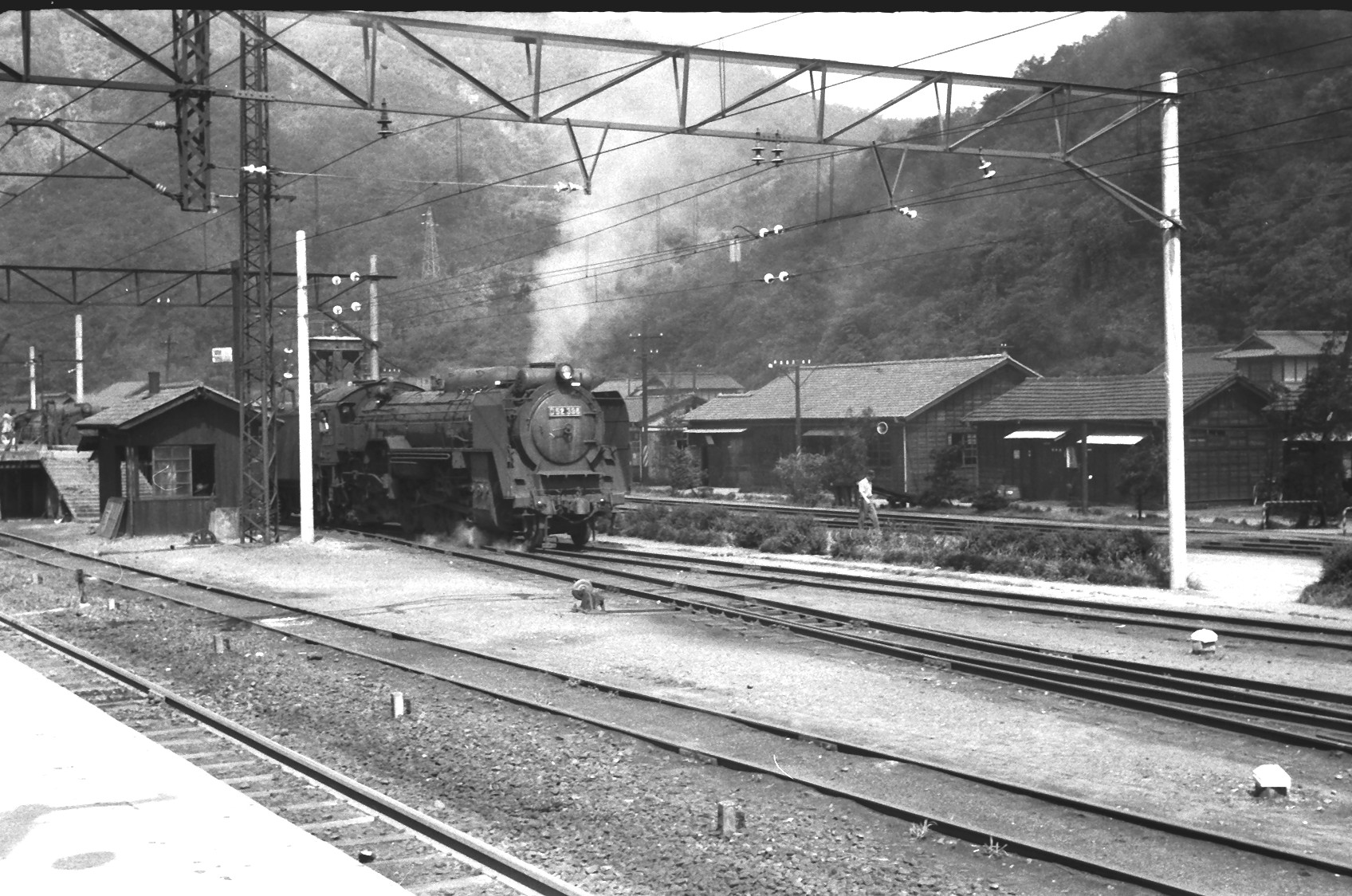
昭和30年代の瀬野機関区

瀬野機関区（せのきかんく）は、日本国有鉄道（国鉄）時代に、広島県広島市安芸区の瀬野駅に隣接していた機関区である。瀬野 - 八本松間に存在する勾配（通称・瀬野八）を越えるための後部補助機関車（補機）を滞在させるために設置され、主要幹線であったため大型機関車が常駐していた。

## 歴史
山陽鉄道（のちの西日本旅客鉄道（JR西日本）山陽本線）が糸崎 - 広島間を開業した際、幹線鉄道であることから基本的に急勾配を避けるように線路を敷設していたが、瀬野八に限っては最短経路で敷設したために急勾配が連続する難所となった。長編成の貨物列車や旅客列車では本務機関車のみでは勾配を登りきれないため、この区間では後補機を連結して運転する必要があった。その補機が滞在する場所として設けられたのが、当機関区である。
1894年（明治27年）6月10日に八本松 - 瀬野間の開業と同時に広島機関庫瀬野駐泊所として開設。当初は広島機関庫所属の蒸気機関車8350形と8450形を3両前後瀬野に常駐させ、補機に充当していた。日露戦争直前の1904年（明治37年）には3300形、鉄道国有化後の1911年（明治44年）には2900形を配置していたが、1917年（大正6年）からは 列車単位の増大に対応して9600形を当区間でも補機に使用することとなった。
1923年（大正12年）4月1日、瀬野 - 八本松間複線化により瀬野駐泊所は広島機関庫瀬野分庫へと改変、1925年（大正14年）からはより大型の機関車であるD50形を投入、同形式は1931年（昭和6年）1月31日現在、5両が配置されていた。その後は1935年（昭和10年）から翌年にかけて、浜松工場で補機専用機に改造されたC52形6両が瀬野分庫に集中配置されたが、D50形2両は残されC52形と併用することとなった。瀬野分庫は1936年（昭和11年）9月1日付けで広島機関区瀬野支区に改称。日中戦争勃発後は軍事輸送等で列車本数が増え、戦時輸送体制へ移行する一環として瀬野支区にも1941年（昭和16年）に25両のD51形が配置されることとなり、C52形とD50形を置き換えた。戦時下でのさらなる輸送力増強のため1943年（昭和18年）以降はD52形へと補機の置き換えが始まり、大戦末期の1945年（昭和20年）1月25日からは緩やかな勾配区間が始まる安芸中野から1両の補機を連結、瀬野でさらに補機1両を連結して上り重量貨物列車を押し上げることも行われたが、終戦により同年10月でこの運用は廃止された。
戦後はD52形が15両前後配属され補機運用を継続、1946年（昭和21年）4月1日付け（または1951年（昭和26年）4月1日付け）で瀬野機関区に昇格した。1962年（昭和37年）6月1日に山陽本線は広島まで電化されたものの、瀬野 - 八本松間用補機としての電気機関車は準備されなかったためEF58形やEF61形0番台を主に旅客列車の補機として使用した一方、貨物列車と一部の旅客列車で補機にD52形を引き続き運用したが、煤煙公害、電気設備の汚損および過酷な労働条件もあり、1964年（昭和39年）7月1日には瀬野 - 八本松間用補機として改造、配属されたEF59形に完全に置き換えられ無煙化が完了した。だが山陽本線の全線電化後は牽引本務機や電車の出力増大が進められただけでなく、1970年代半ば以降は山陽新幹線開業に伴って旅客列車の補機運用は減り、同時期にはEF59形の老朽化や貨物列車の本数削減も進行したため、次第に本機関区は役目を広島機関区に譲っていった。
1984年（昭和59年）2月1日付で所属していた全機関車が広島機関区に転属した。ただし、機関区は残っており、交番検査の施工が広島機関区に変更なったのみである。同年6月10日には開設90周年を迎え、記念行事が実施された。
1985年（昭和60年）3月14日に、瀬野機関区は広島機関区瀬野派出所に格下げされた。1986年（昭和61年）11月1日付けで、派出所は広島機関区に統廃合されてその役目を終えた。その後は瀬野駅の橋上化に伴い機関区に関係する線路はすべて撤去され、跡地にはスカイレールサービスや駐車場ができている。
現在山陽本線上り貨物列車は、広島貨物ターミナル駅で最後尾に広島車両所の補機（EF67形・EF210形300番台）を連結して、西条駅で停車して解結を行なっている。この補機は折り返し西条発広島貨物ターミナル行き回送列車となる。また車両性能の向上により、定期旅客列車に補機が連結されることはない。

## 所属車両に表示される略号

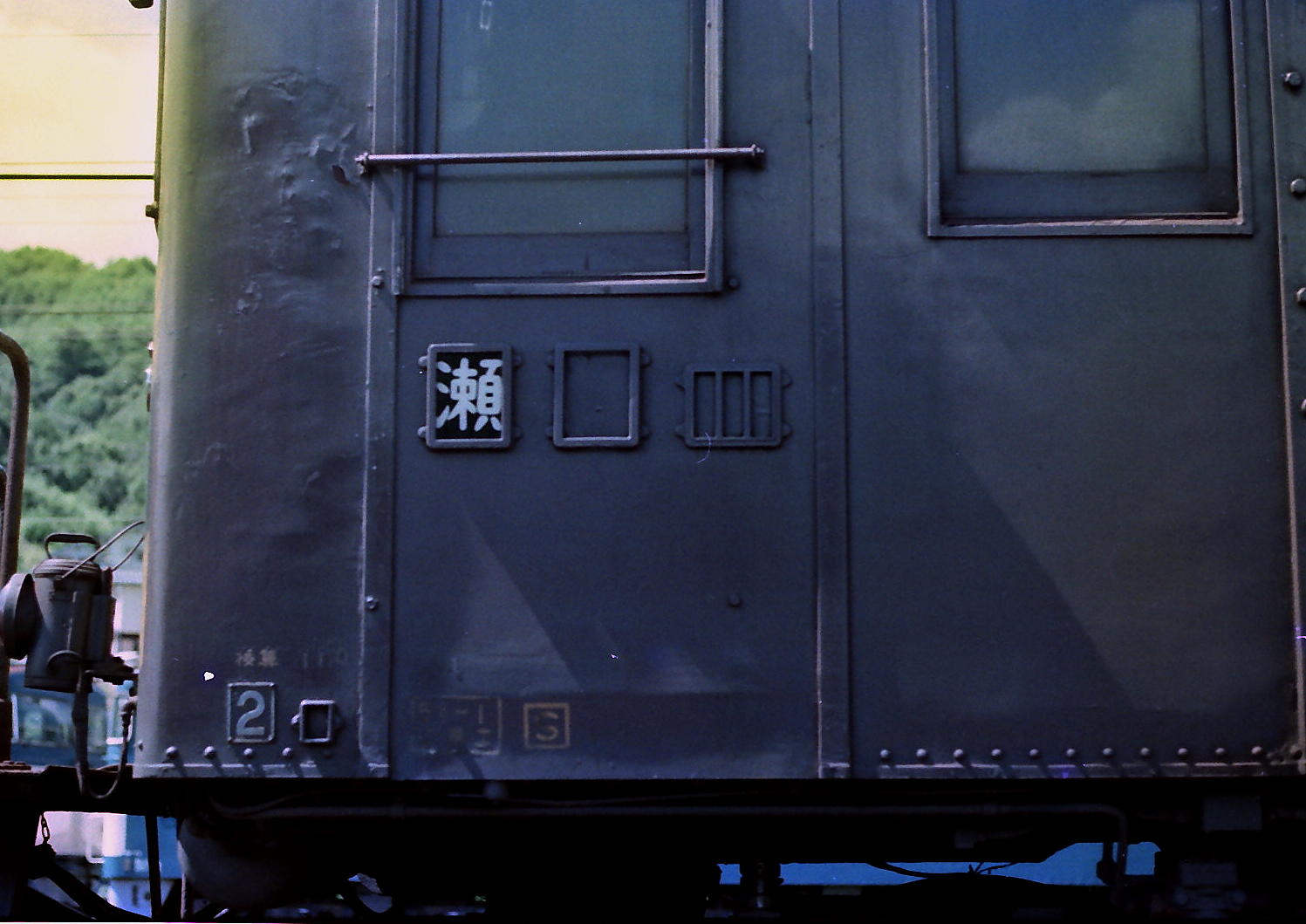

- 『瀬』：瀬野を示す「瀬」から。

## 構内
機関区は瀬野駅構内の北側に広がっていた。
- 敷地面積：12,962.5 m2・建物面積：2,010.54 m2[11]

構内は駅ホーム側より
- 出区線（1番線）・引上線
- 3番線、庫1番線・庫2番線（交検車庫・仕業車庫あり）
- 4番線（洗浄線）、回行線、5番線、留置線（6番線）が配置されていた[11]。

## かつての所属車両
- 国鉄8350形蒸気機関車
- 国鉄8450形蒸気機関車
- 国鉄3300形蒸気機関車
- 国鉄2900形蒸気機関車
- 国鉄9600形蒸気機関車
- 国鉄D50形蒸気機関車
- 国鉄C52形蒸気機関車
- 国鉄D51形蒸気機関車
- 国鉄D52形蒸気機関車
- 国鉄EF59形電気機関車
- 国鉄EF61形電気機関車（200番台のみ）
- 国鉄EF67形電気機関車（0番台のみ）

など
1984年（昭和59年）2月1日付で所属していた全機関車（EF59形13両、EF61形200番台8両、EF67形2両）が広島機関区へ転属した。